# Čeladná
Čeladná (en allemand : Czeladna ou Tscheladna) est une commune du district de Frýdek-Místek, dans la région de Moravie-Silésie, en République tchèque. Sa population s'élevait à 2 868 habitants en 2021.

## Géographie
Čeladná se trouve à 6 km au sud-sud-ouest de Frýdlant nad Ostravicí, à 15 km au sud-sud-ouest de Frýdek-Místek, à 31 km au sud-sud-est d'Ostrava et à 287 km à l'est-sud-est de Prague.
La commune est limitée par Pstruží au nord, par Ostravice et Staré Hamry à l'est, par Bílá au sud, et par Horní Bečva, Prostřední Bečva, Trojanovice et Kunčice pod Ondřejníkem à l'ouest.

## Histoire
La première mention écrite du village date de 1600.

## Galerie

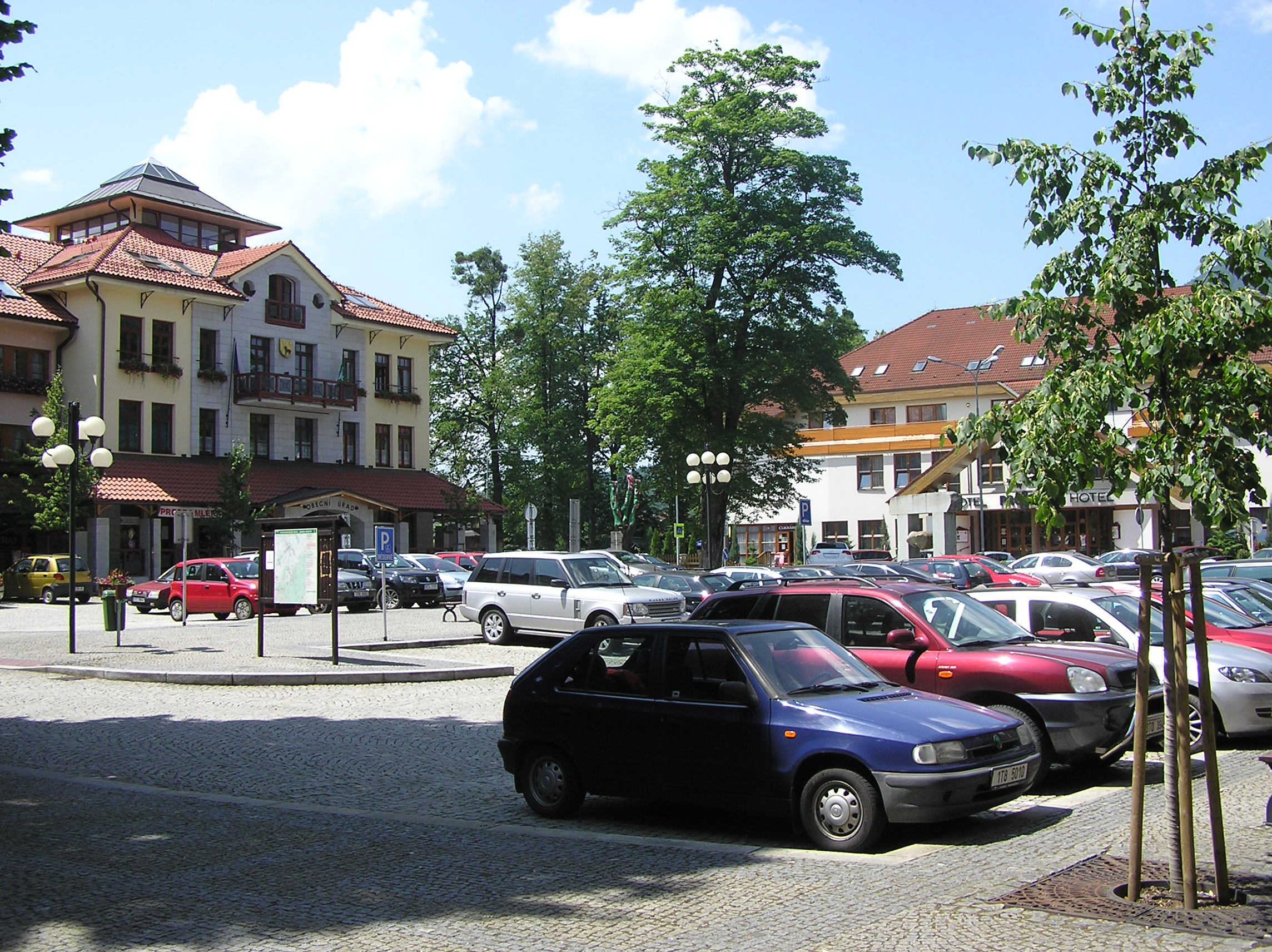
Čeladná : place centrale.
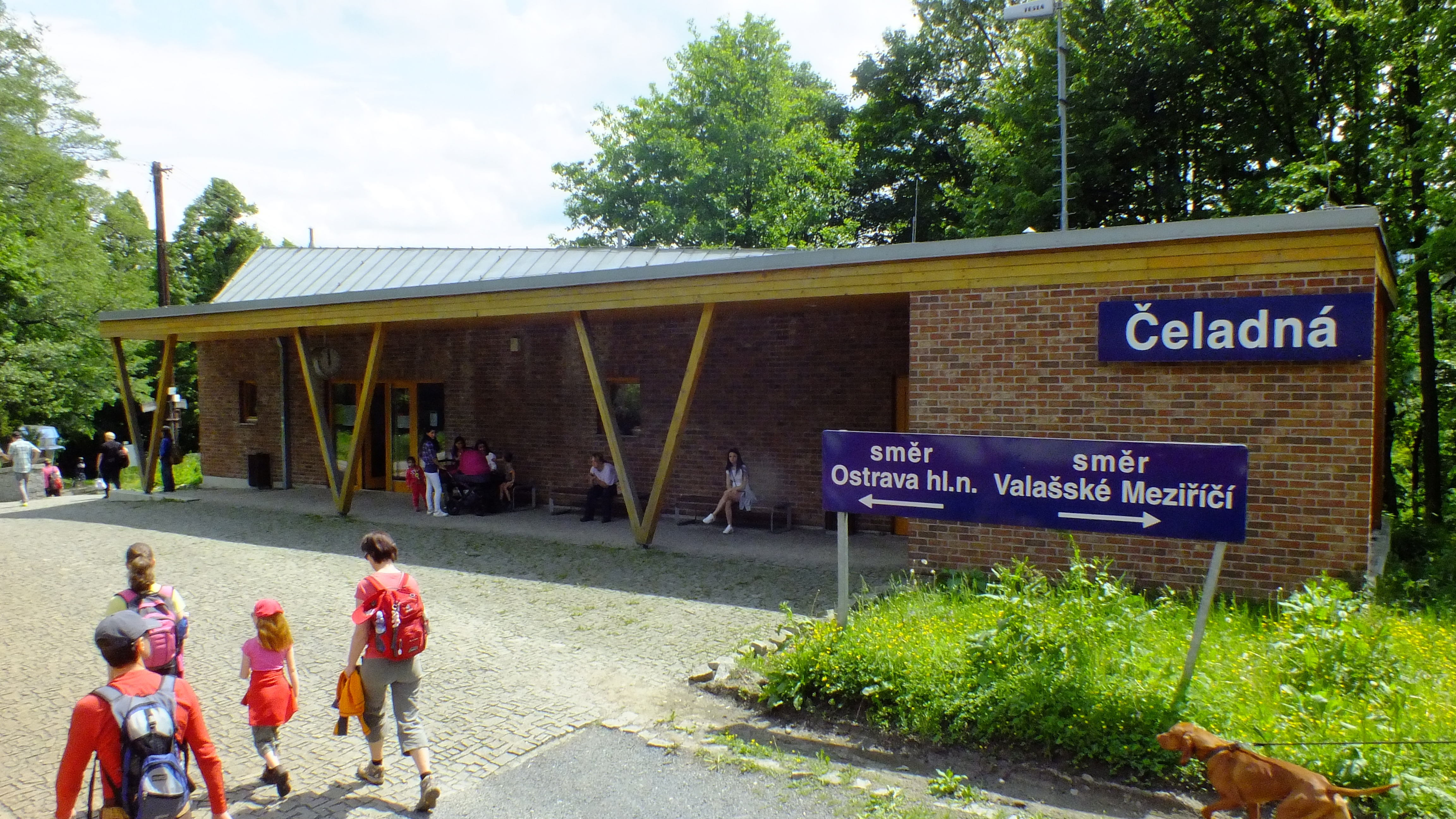
Čeladná : gare ferroviaire.

## Transports
Par la route, Bystřice se trouve à 11 km de Frenštát pod Radhoštěm, à 18 km de Frýdek-Místek, à 37 km d'Ostrava et à 360 km de Prague.